# De zes Zwanen (Efteling)
De zes Zwanen is een sprookje in het Nederlandse attractiepark de Efteling. Het sprookje opende in 2019 als 30ste sprookje van het sprookjesbos. De attractie is een watercarrousel en bevindt zich tussen Sneeuwwitje en Assepoester.
De bouw van het sprookje kostte 2,5 miljoen euro. Het sprookje is door Sander de Bruijn ontworpen naar oude schetsen van Anton Pieck en Ton van de Ven. Het sprookje is naar het verhaal van de gebroeders Grimm. De muziek is van René Merkelbach.
Per 3 zwanen wordt de zwanenmolen geladen en vertrokken. De attractie is niet toegankelijk voor bezoekers met een handicap. Wanneer 3 zwanen in de grot zijn, stappen de andere bezoekers in de overige 3 zwanen. De 2 sets kunnen onafhankelijk van elkaar een rondje maken. 
De zes Zwanen is het enige sprookje met een transportsysteem. Daarnaast is het sprookje ook te voet te betreden.

## Geschiedenis
Anton Pieck maakte eind jaren 60 een eerste ontwerp van dit sprookje als mogelijke opvolging van De Dansende Dolfijn. Toen in 1964 de Dansende Dolfijn na 6 jaar werd verwijderd, werd gekozen voor de Kleine Zeemeermin en niet de Zes Zwanen.

## Locatie
Het sprookje werd in 2019 gebouwd in het Sprookjesbos om een nieuw vormgegeven stuk achter De Nieuwe Kleren van de Keizer en Sneeuwwitje. Deze ruimte was vrijgekomen bij de sloop van de oude remise in 1999. 

## Verhaal
De zes Zwanen is een sprookje over zes broers die betoverd zijn tot zwanen en hun zus Elisa die hemdjes moet breien van asters om ze te bevrijden.

## Trivia
- Tijdens de bouw van de attractie is een Making Off gemaakt dat uitgezonden werd op YouTube kanaal van de Efteling.
- Het sprookjesboek, dat een korte samenvatting van het sprookje geeft, werd samen met de opening in 2019 geplaatst.
- Half 2020 zijn de rechtervleugels van de zwanen verwijderd om beter toegankelijk te zijn tijdens de coronaperiode. Zo moesten medewerkers niet dicht bij de bezoekers te komen. Anno 2024, 3,5 jaar later zijn de deuren nog steeds niet teruggekeerd.[3]

## Galerij

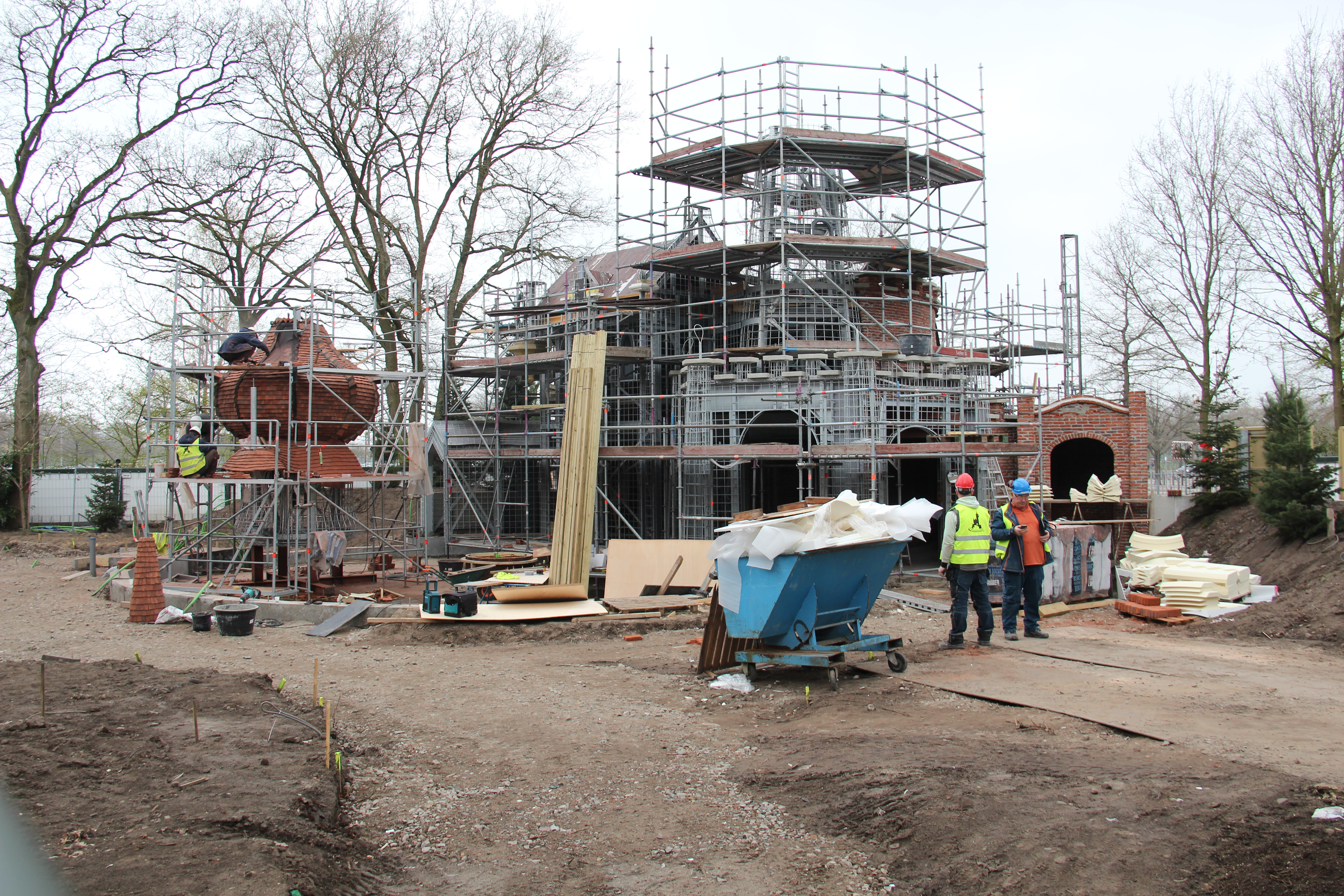
De Zes Zwanen in aanbouw
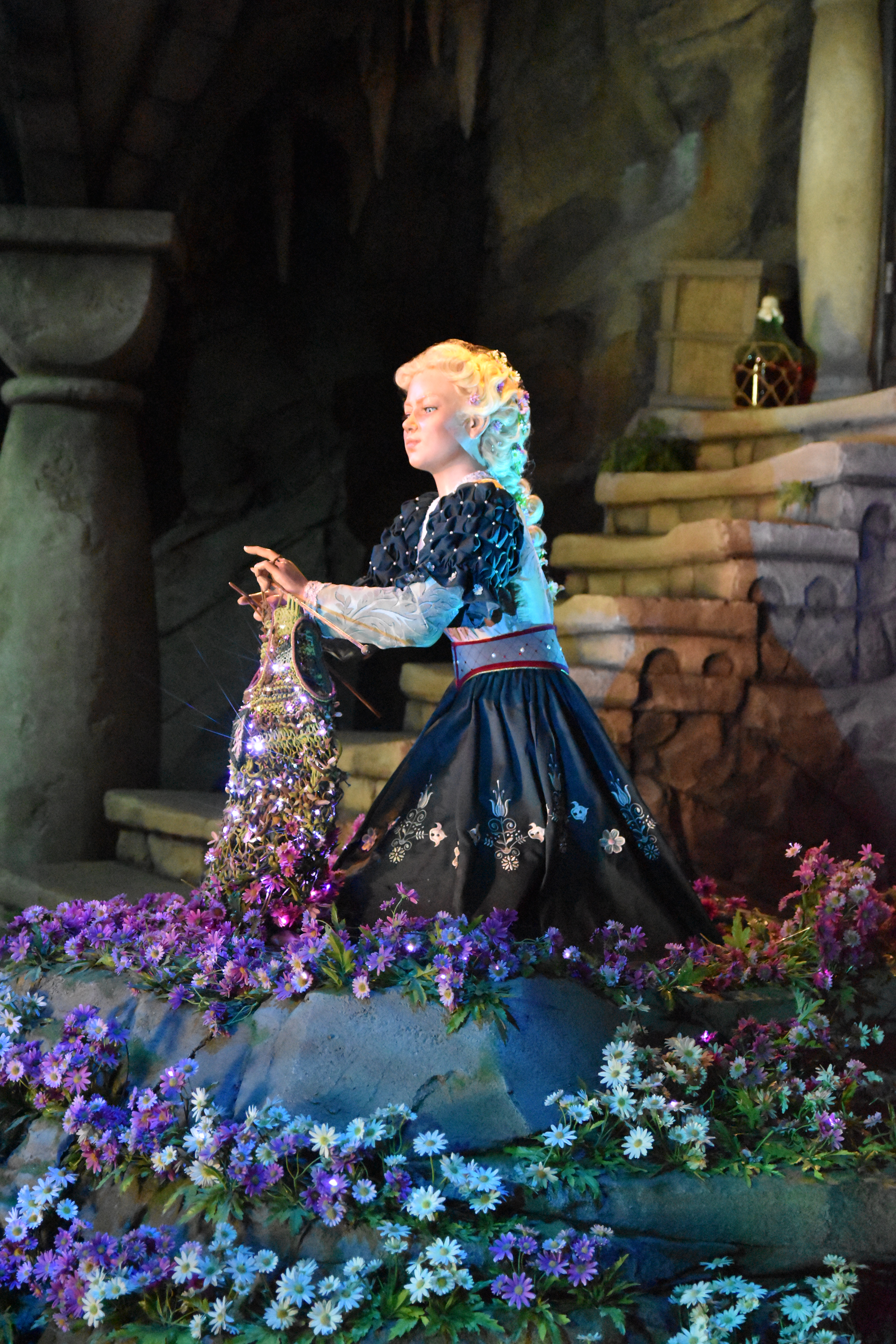
De prinses in het kasteel
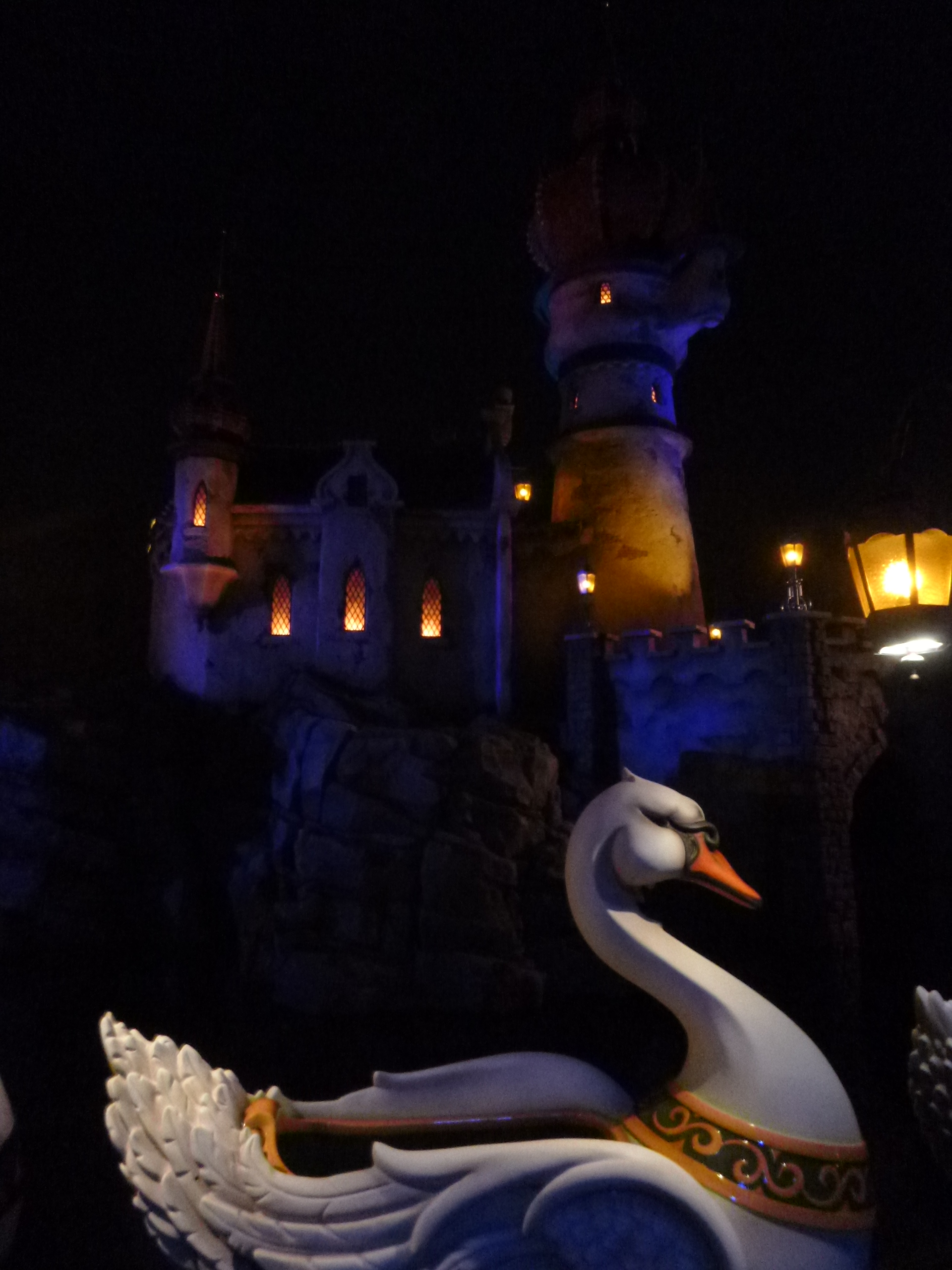
De zes Zwanen in de nacht

Lijst van attracties in de Efteling · Lijst van sprookjes in de Efteling · Afbeeldingen